# Арузиан Мессий
Арузиан Мессий (лат. Arusianus Messius, или Месс, Messus) — древнеримский грамматик IV века.
От него сохранилась небольшое сочинение на латинском языке «Примеры выражений» (Exempla Elocutionum), посвящённое Олибрию и Пробину, консулам 395 года. До 1815 года приписывалось Марку Корнелию Фронтону. Оно содержит алфавитный список, преимущественно глаголов, допускающих более чем одну конструкцию, с примерами из четырёх писателей для каждого: из Вергилия, Саллюстия, Теренция и Цицерона. Кассиодор, единственный автор, упоминающий Арузиана, называет его сочинение «квадригой» (quadriga), то есть повозкой, запряжённой четвёркой лошадей.